# 娜塔莉雅

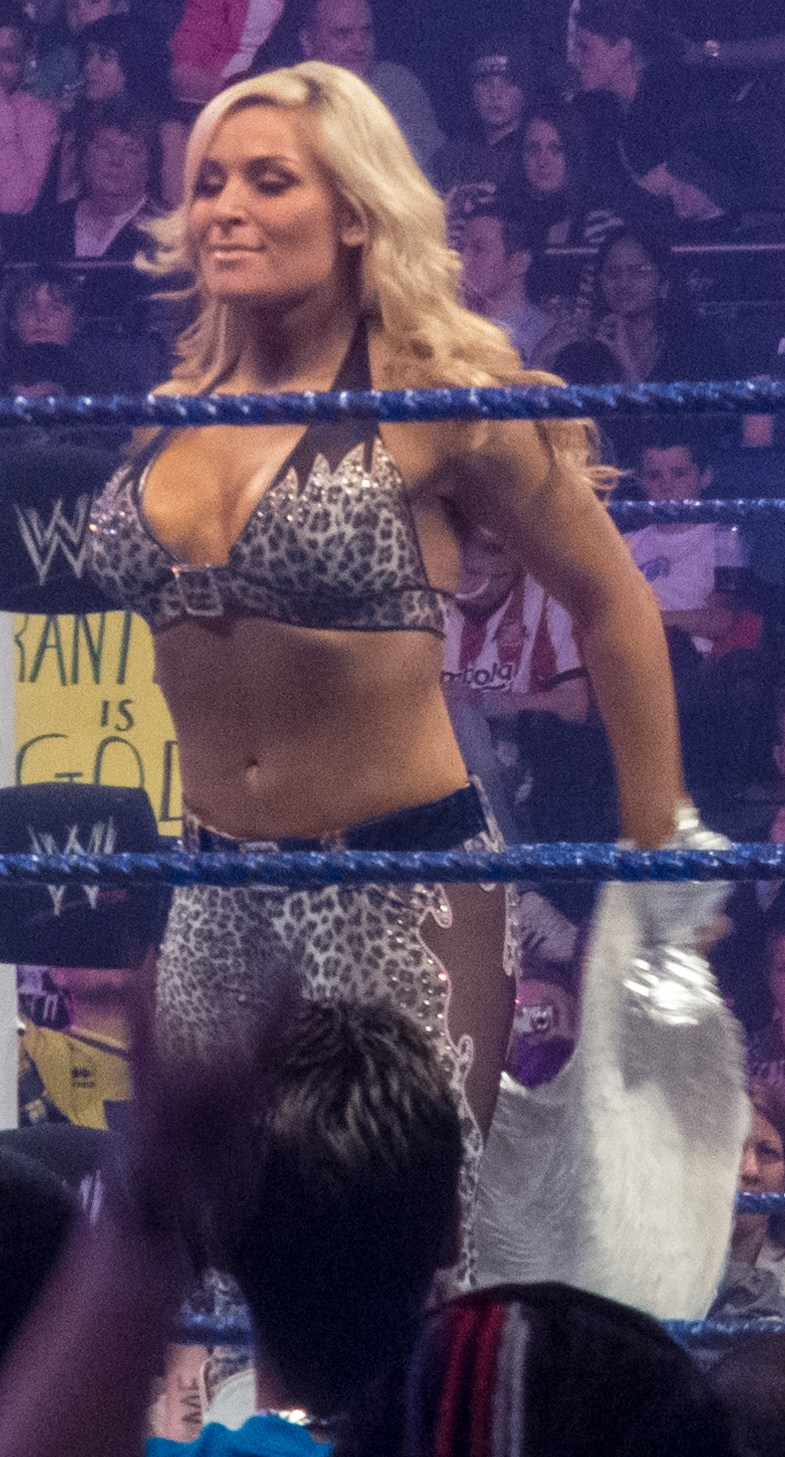
娜塔莉雅在2012年4月登場於SmackDown

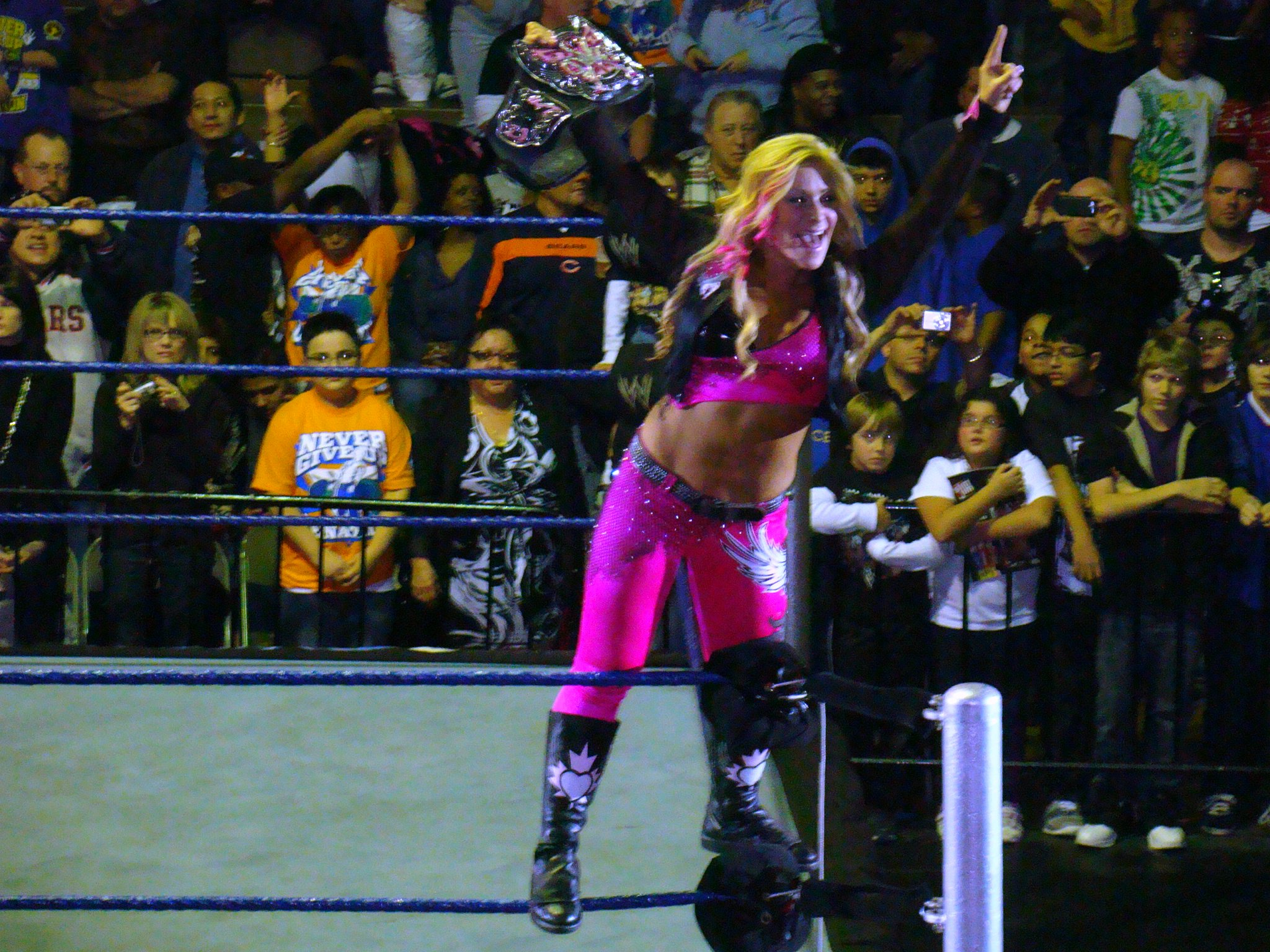
娜塔莉雅與WWE麗人冠軍腰帶

娜塔莉雅（英語：Natalya，1982年5月27日—），本名娜塔莉·凱瑟琳·奈哈德（英語：Natalie Katherine Neidhart），是世界摔角娛樂（WWE）旗下女子職業摔角選手，目前隸屬於SmackDown品牌。

## 個人生活
娜塔莉雅父母是同為摔角手的吉姆·奈哈德及名人堂選手史都·哈特的女兒艾麗·哈特，而娜塔莉雅也是哈特家族的第三代選手。娜塔莉雅的姐姐珍妮佛是美食廚師和餐飲供應商；而她也有個妹妹克莉絲汀（綽號毛菲）。娜塔莉雅的啟發是來自於都已入選名人堂的爺爺史都·哈特及布雷特·哈特。作為哈特家族的一員，娜塔莉雅是同為摔角手的哈利·史密斯、泰迪·哈特、馬修·哈特、和麥可·哈特的表親。在童年時期，娜塔莉雅與哈利是很好的朋友，而在兩人父親組成雙打組合的期間，還生活過一段時間。
娜塔莉雅的國中就讀於文森·梅西國中；而高中就讀於卡洛爾主教高中，並於2000年畢業。娜塔莉雅在卡加利置有房產，但現居於坦帕市。娜塔莉雅曾受過柔道訓練。
娜塔莉雅在12歲時就認識了泰森·奇德，並從2001年11月開始約會。兩人也於2013年6月結婚，而他們的婚禮成為了Total Divas第一季的精選。

## 冠軍及成就
- 世界摔角娛樂
  - WWE麗人冠軍（一次）[16]
  - WWE SmackDown女子冠軍（一次）
  - WWE女子雙打冠軍（一次）– 與塔米娜[17]

## 外部連結
- 娜塔莉雅在WWE官方網站的介紹 （页面存档备份，存于）（英文）
- 娜塔莉雅在互联网电影资料库（IMDb）上的資料（英文）
- 娜塔莉雅的X（前Twitter）